# ガビノ・エセイサ
ガビノ・エセイサ（Gabino Ezeiza、1858年2月3日 - 1916年10月12日）は、アルゼンチンの歌手であり、ギタリストであった。

## 生涯
1858年2月3日に、アルゼンチンのブエノスアイレスのサンテルモ地区に生まれる。
アルゼンチンの民俗音楽のシンガーソングライターたるパジャドールで、有名な人。パジャドールは、即興的にギターを弾き歌を歌う歌手で、アルゼンチンの牧童ガウチョ文化のひとつとされている。アフリカ系アルゼンチン人の人とされている。
YouTubeに、カビノ・エロイサの1913年の "Saludo a Paysandú" （パイサンドゥーへの挨拶）のレコード録音が、アップロードされている 。
1916年10月12日に死去する。58歳であった。
タンゴとされるミロンガで、カビノ・エセイサと関係つけた楽曲の "El adiós de Gabino Ezeiza"（ガビノ・エセイサへの弔辞）がある。